# Riszyn
Riszyn (ukr. Рішин) – wieś na Ukrainie, w obwodzie lwowskim, w rejonie jaworowskim, w hromadzie Jaworów. W 2001 roku liczyła 151 mieszkańców.
Do 1989 roku miejscowość nosiła nazwę Ryszyn (ukr. Ришин).